# Маркланд

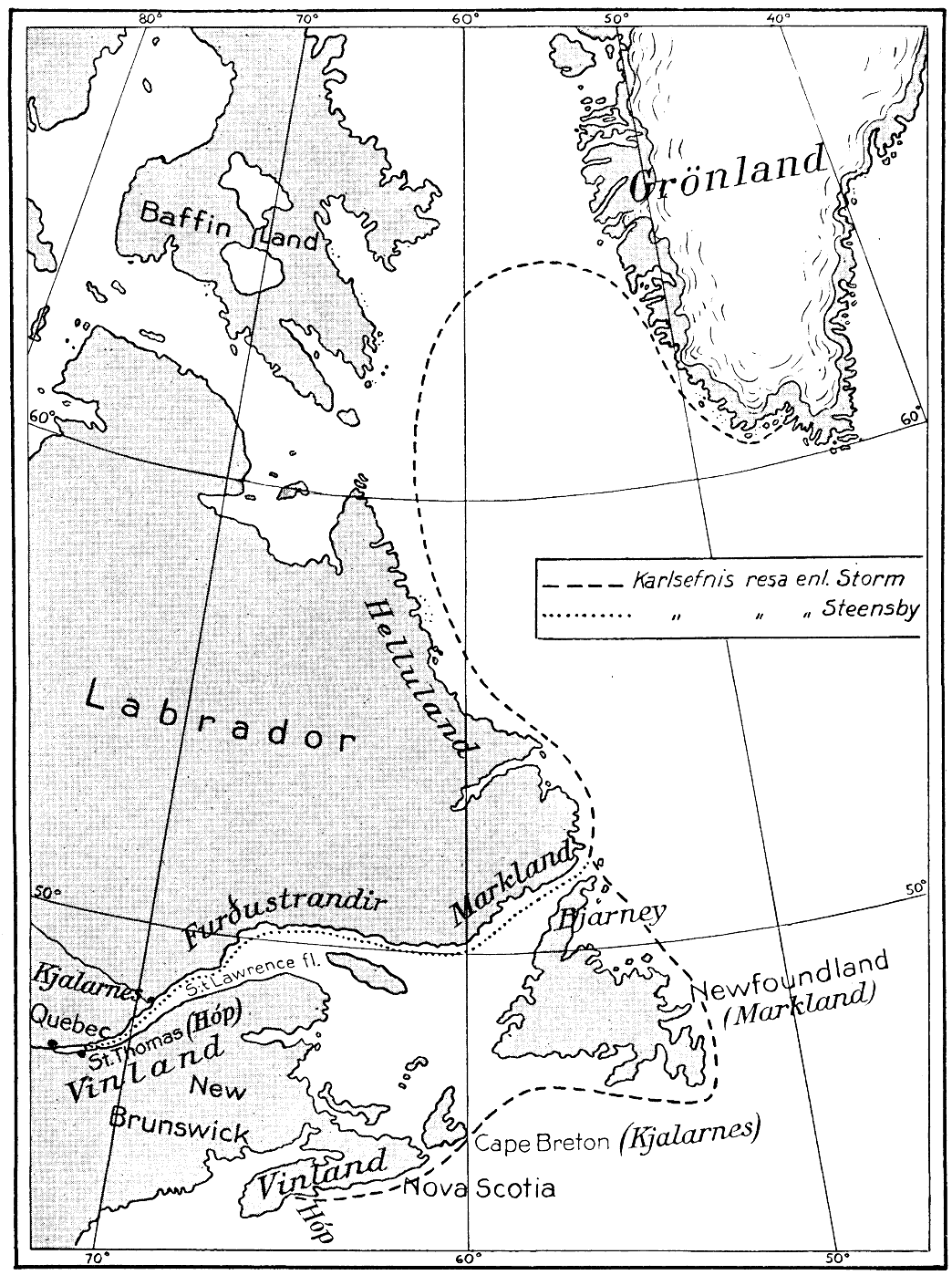
Одна из возможных схем расположения открытых викингами территорий. (Nordisk familjebok. 1921)

Маркланд — топоним, вероятнее всего обозначавший часть побережья Лабрадора, впервые употреблен Лейфом Эрикссоном во время его плаваний в Северной Америке. Слово «Маркланд» в переводе с древнескандинавского языка означает «земля, покрытая лесом» или «граничная земля». Судя по описанию, викинги понимали под Маркландом часть побережья к северу от Винланда и к югу от Хеллуланда. Несмотря на то, что территория, по-видимому, никогда не заселялась скандинавами, есть сведения о том, что они организовали несколько масштабных экспедиций из поселений в Гренландии для добычи леса.

## История открытия и разночтения в трактовании
Сага о гренландцах повествует о том, что Лейф Эрикссон отправился в плавание между 1002 и 1003 годами по пути, пройденному до него Бьярни Херюльфссоном. Первая земля, достигнутая Эрикссоном, была покрыта плоскими каменными глыбами (др. сканд. hella), потому викинги назвали её Хеллуланд — «земля плоских камней». Продолжая плавание вдоль берега, Эрикссон достиг плоской низменной земли, покрытой лесом и изобилующей песчаными пляжами, которую и назвал Маркланд.

Они вернулись на корабль и вышли в море, и открыли вторую страну. Они подходят к берегу и бросают якорь, затем спускают лодку и высаживаются. Эта страна была плоская и покрыта лесом. Всюду по берегу был белый песок, и берег отлого спускался к воде.
Лейв сказал:

— Надо назвать эту страну по тому, что в ней есть хорошего. Пусть она зовется Лесная Страна. Они поспешили назад на корабль и поплыли оттуда с северовосточным ветром, и были в открытом море двое суток— Сага о гренландцах (пер. Михаил Иванович Стеблин-Каменский)
Сага повествует также о 160-ти женщинах и мужчинах, оставшихся приблизительно в 1010 году на зимовку в Маркланде под предводительством Торфинна Карлсефни.
Широко распространено мнение, что под Маркландом понимается Лабрадор целиком (в таком случае Хеллуланд, по-видимому — Баффинова Земля), поскольку он расположен преимущественно в зоне тайги северного полушария, а команда Эрикссона добывала в Маркланде строевую древесину и вывозила её в Гренландию, бедную лесными ресурсами. Однако большое количество исследователей придерживается мнения, что Маркланд — это только южный Лабрадор, в то время как северный Лабрадор викинги именовали Хеллуландом (граница по линии залив Гросуотер — озеро Меллвил).
В июле 2021 года профессор Миланского университета Паоло Кьеза, изучивший рукопись всемирной хроники учёного монаха-доминиканца Гальвано Фьямма, отметил датируемое примерно 1340 годом сообщение последнего об открытии скандинавскими мореплавателями заокеанской земли «Маркалада» (лат. Marckalada):

Далее на запад лежит другая земля, называемая Маркалада, где обитают гиганты. На этой земле встречаются здания, сложенные из таких огромных каменных плит, что никто, кроме великанов, не смог бы их построить. Есть также там зелёные деревья, водятся животные и множество птиц…
По мнению Кьеза, название «Маркалада» вполне возможно отождествить с Маркландом на Лабрадоре, о котором Фьямме могли сообщить побывавшие в датских и норвежских морях генуэзские моряки.